# 法蘭克·湯普森 (射擊運動員)
法蘭克·湯普森（Frank Thompson，1988年3月11日—）生於美國內布拉斯加州阿萊恩斯，是一名美國射擊運動員，主攻定向飛靶項目，曾獲得2018年美洲射擊錦標賽男子定向飛靶冠軍。

## 外部連結
- ISSF （页面存档备份，存于）